# Independencia (Morelos)
Independencia es una localidad del estado mexicano de Morelos. Es parte del municipio de Jiutepec. Fue fundada el 24 de abril de 1979.

## Demografía
| Gráfica de evolución demográfica |
|                                  |

| Censo | Población |
| ----- | --------- |
| 1980  | 2855      |
| 1990  | 3949      |
| 2000  | 6624      |
| 2010  | 7282      |
| 2020  | 7937      |